# Hans Krajewski
Hans Krajewski (* 24. November 1910 in Wien; † 1987 in Saarbrücken) war ein in Österreich geborener Architekt, der ab 1936 in Deutschland tätig war.

## Biografie
Krajewski besuchte im Burgenland das Oberschützengymnasium und studierte Anfang der 1930er Jahre zunächst ein Jahr Bauingenieurwesen an der Technischen Hochschule Graz. 1930 wurde er Mitglied des Corps Joannea.  Danach studierte er bis 1936 Architektur an der Technischen Hochschule Wien. Er promovierte 1944 zum Doktor der technischen Wissenschaften (Dr. techn. / Dr. sc. techn.) in Wien. Von 1936 bis 1940 war er im Architekturbüro von Eberhard Gildemeister in Bremen beschäftigt. Im Zweiten Weltkrieg diente Krajewski bei den Pionieren.
Nach dem Krieg wirkte er seit 1945 als Architekt und dann als Baurat in der Bremer Bauverwaltung, vor allem im Hochbauamt Bremen. Einer seiner ersten Planungen war die Restaurierung des Rathaussaales im Bremer Rathaus. Es folgten Schulbauten, von denen die Schule Habenhausen über die lokalen Grenzen hinaus bekannt wurde. Deshalb folgte eine Einladung der US-amerikanischen Regierung zum Studium amerikanischer Schulbauten. Er leitete dann eine Arbeitsgruppe Grundlagen für den Aufbau der Innenstadt Bremen, deren Ergebnis mit dem veröffentlichten Bericht Tradition und Erneuerung abschloss. 1950 war er erfolgreich bei einem vom  US-amerikanischen Mac-Cloy-Fond ausgeschriebenen  Wettbewerb zur Förderung des deutschen Berufsschulbaus. Er plante deshalb von 1952 bis 1954 das heute denkmalgeschützte Berufsbildungszentrum Bremen (BBZ) (heute auch Erwachsenenschule Bremen) in Bremen am Doventorscontrescarpe, eines der wichtigsten Beispiele der Moderne in Norddeutschland.
1954 wurde er zum Baudezernenten und Baudirektor der Stadt Leverkusen berufen. 1957 erfolgte seine Ernennung zum Baudezernenten in Saarbrücken und 1959 die Wahl zum Beigeordneten (Stadtbaudirektor) der Stadt. 1970 schloss er seine berufliche Tätigkeit ab und wurde auch im Bremer Rathaus verabschiedet. Er war dann noch als Gutachter tätig. 1957 wurde von Krajewski sowie den Architekten Gerhard Freese, Walter Schrempf, den Künstlern Wolfram Huschens, Peter Raacke, Robert Sessler und Otto Steinert der Deutsche Werkbund Saarland gegründet.
Krajewski war verheiratet mit der Architektin Lore Krajewski, Tochter von Arnold Agatz, dem Präsidenten der Bremer Hafenbauverwaltung.

## Werke
- Schulzentrum Habenhausen, Bremen am Bunnsackerweg
- Schule Grolland, Brakkämpe 4, 1951
- Volksschule in Bremen-Schwachhausen, 1951/1952
- Jugendheim Walle, Waller Heerstraße 229, 1952/53
- Berufsschulzentrum Bremen (BBZ), 1952 bis 1954

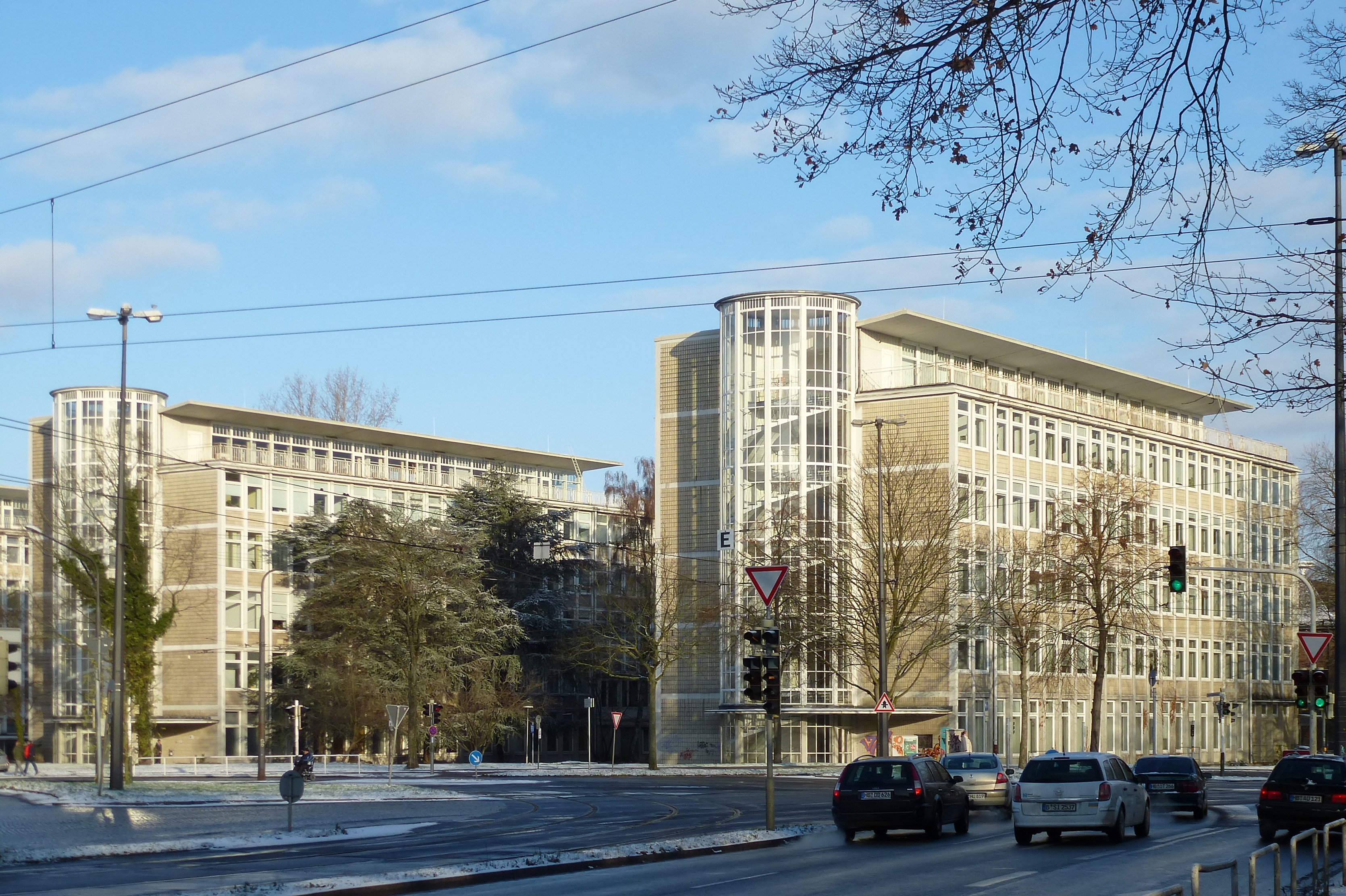
BBZ Bremen
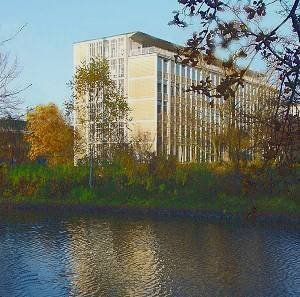
BBZ Block A, Südseite,
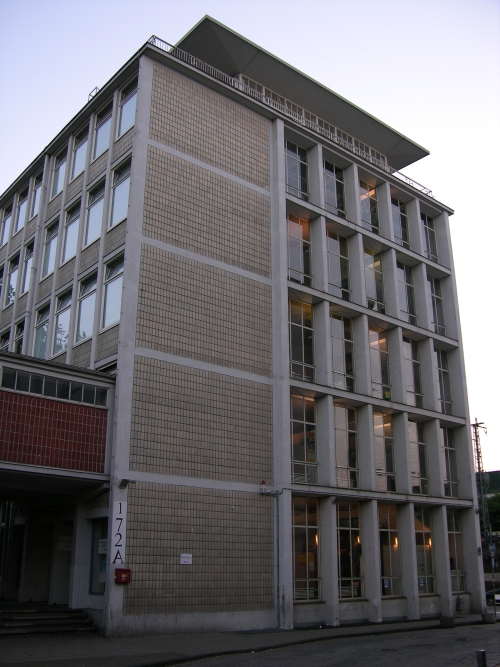
BBZ, Nordseite
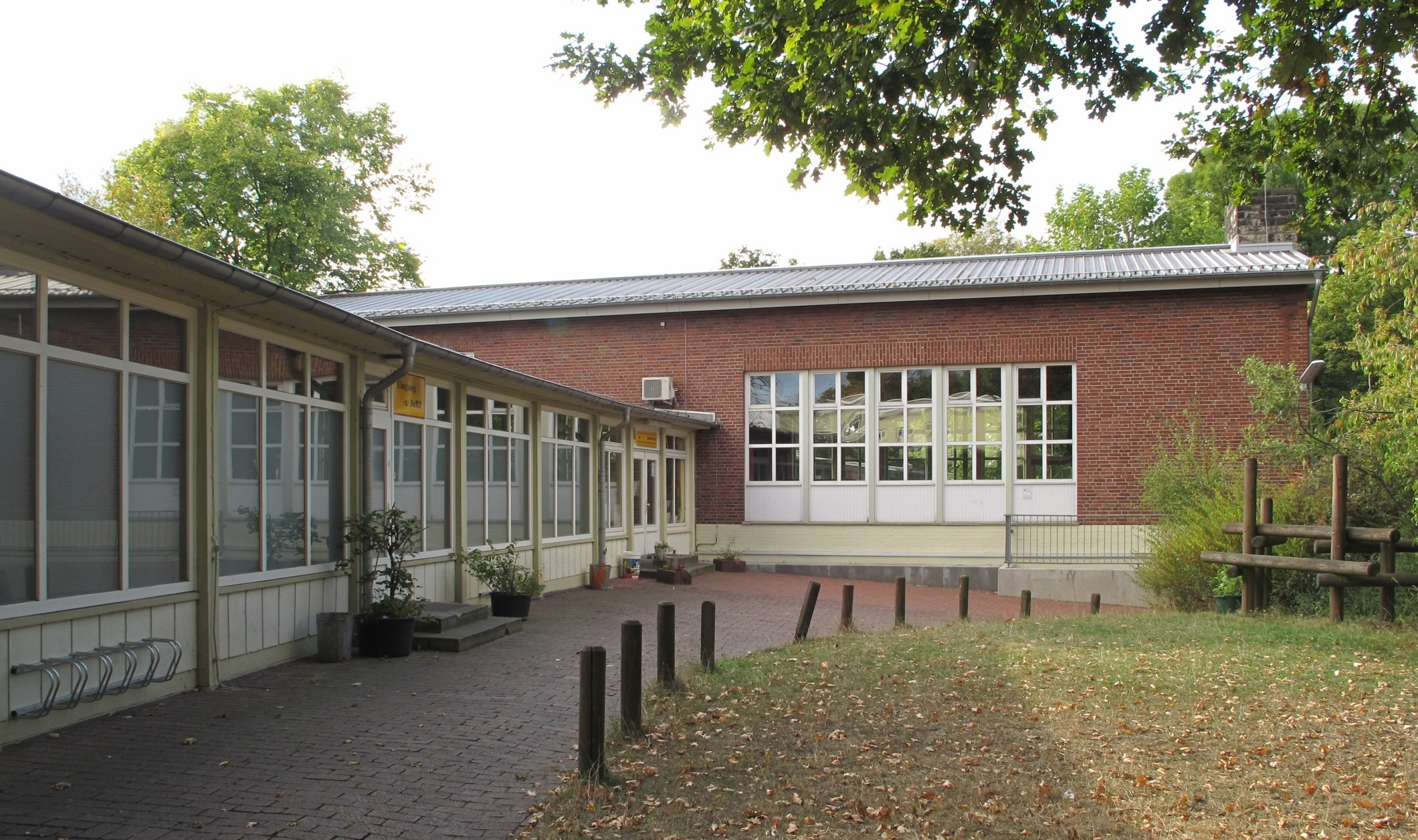
Jugendheim Walle